# Delage Type F
La Delage Type F était un des premiers modèles de voitures particulières de la marque française Delage.

## Production

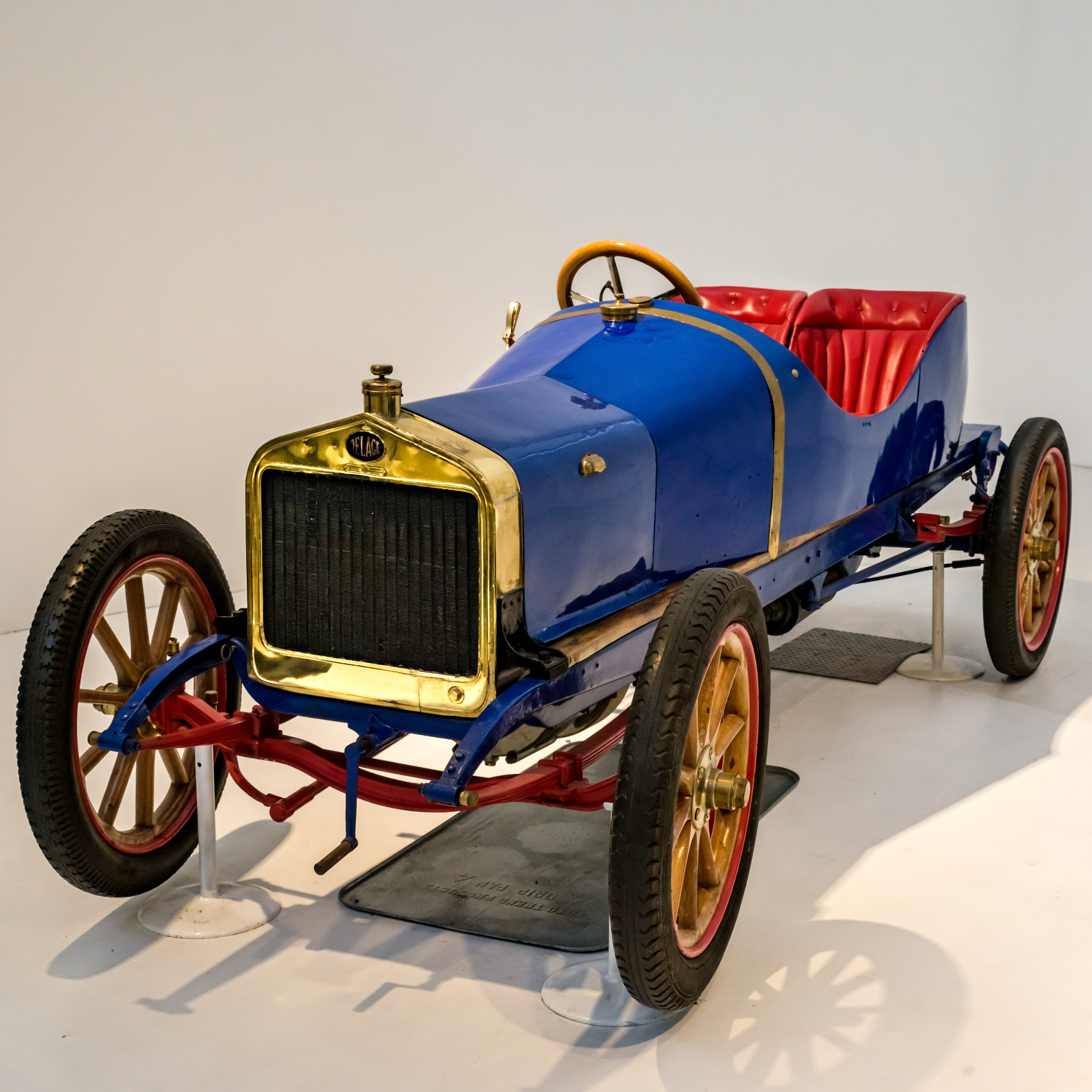
Delage Biplace Course Type F (1908)

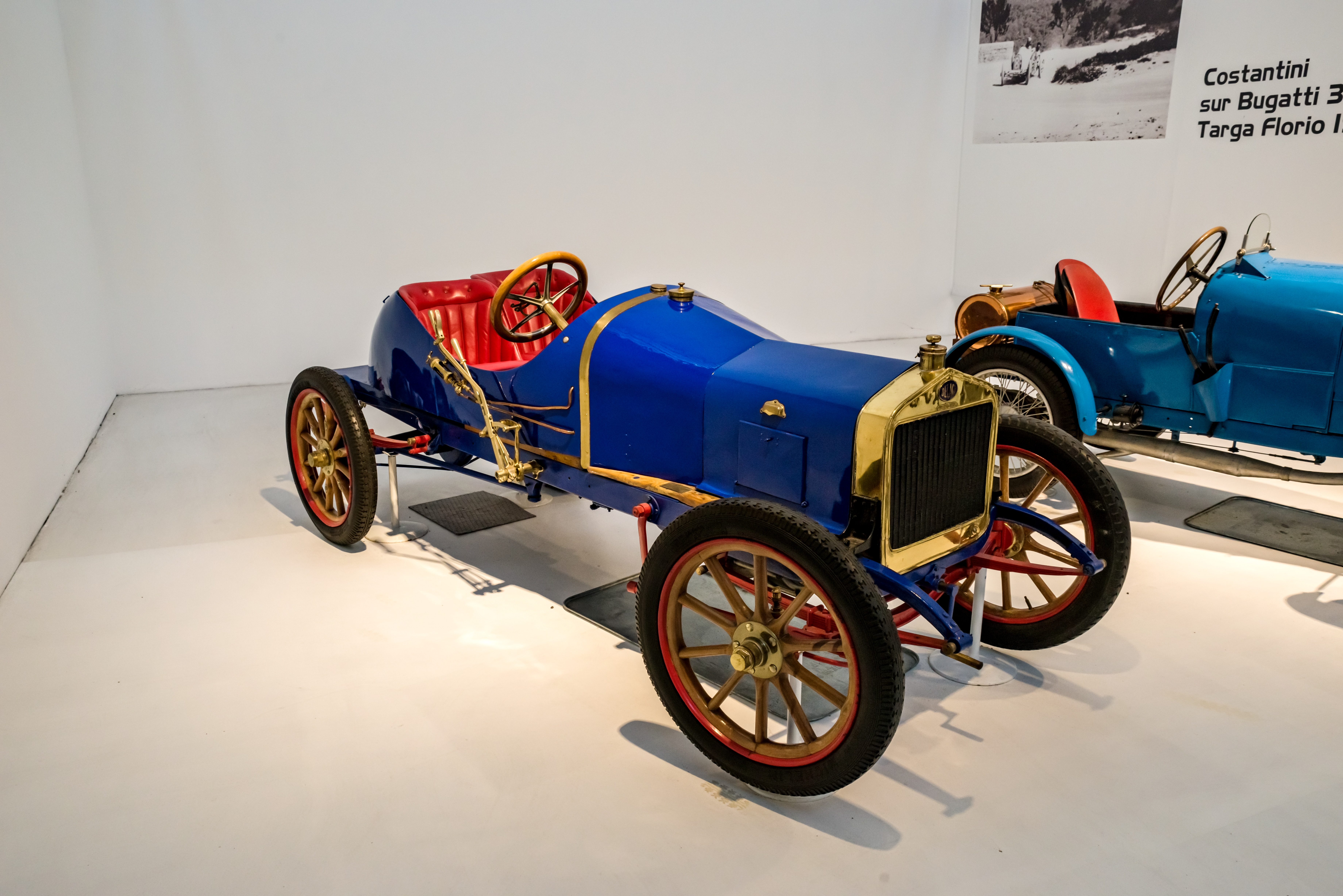
Delage Biplace Course Type F (1908)

L’entreprise basée à Levallois-Perret a commencé à produire des automobiles en 1905. Le nom de la marque était Delage .
La production s’est terminée en 1953.
L’autorité nationale d’immatriculation a testé le véhicule Delage Type F portant le numéro 248 et a accordé l’homologation le 24 juillet 1907. Delage a proposé le modèle de 1907 à 1910. La configuration habituelle était un double phaéton avec accès latéral. De plus, les biplaces Phaeton ont survécu. À la demande du client, des coupés et des berlines ainsi que des landaulets et des fourgons étaient également disponibles.
À la Coupe des Voiturettes 1907 à l’automne 1907, trois Type F participent. L’équipe Pellegrin/Chenard a été éliminée. Lucas et Bonnard, qui se sont relayés au volant, ont terminé septièmes. Le troisième coureur était Ménard, qui a terminé 19e.